# Pustá Proseč
Pustá Proseč je malá vesnice, část města Nová Paka v okrese Jičín. Nachází se asi 3,5 km na jih od Nové Paky. V roce 2014 zde bylo evidováno 23 adres. V roce 2001 zde trvale žili dva obyvatelé
Pustá Proseč je také název katastrálního území o rozloze 2,19 km2.